# Тамразов, Николай Ишувич
Никола́й Ишу́вич (Ишу́евич) Тамра́зов (род. 15 января 1939, Днепропетровск) — советский и российский певец, поэт и актёр, режиссёр, музыкальный обозреватель, радио- и телеведущий. Заслуженный деятель искусств РСФСР (1991). Профессор Академии искусств.

## Биография
Родился в многодетной семье. Ассириец по национальности. Мама Прасковья Петровна — простая деревенская женщина из рода казаков. Своего отца, проживавшего в Москве, впервые увидел в 15 лет. В 1957 году окончил хореографическое училище по классу балета. Затем обучался в Харьковском институте искусств на факультете режиссёров музыкальных театров.
С 1956 года — артист балета Днепропетровского драматического театра им. Шевченко, был задействован и в драматических ролях. С 1961 года — артист эстрады Укрконцерта, конферансье. В 1973—1974 годах — ведущий и автор текста музыкальной программы «Ты, я и Песня» — сольного концерта Аллы Пугачёвой и Юлия Слободкина. Автор монолога «О народной песне» для сольного концерта Юлия Слободкина и Жанны Бичевской. В 1975 году перешёл в Москонцерт.
С 1977 по 1982 год Николай Тамразов был художественным руководителем Творческой мастерской сатиры и юмора Москонцерта и руководителем эстрадного курса в ГУЦЭИ. С того же времени был членом КПСС. Выступал организатором, режиссёром и ведущим многих концертов Владимира Высоцкого.
С 1991 года Тамразов стал работать на радио «Маяк», а позже — «Эхо Москвы», где в разное время был ведущим передач «Радиомолодушка», «Московский хор», «За рюмкой чая», «Горячий привет», «Бомонд», «Её звали Агата» и «Бабник» (до 7 августа 2020 года). С 1999 по 2003 год был соведущим передачи «Детектив-шоу», исполняя роль секретаря. В 2007—2008 годах был соведущим передачи «Ступени» на телеканале «Бибигон».
В 1998 году выступал под псевдонимом Коля Паралепипед (именно с ошибкой в слове «параллелепипед»): сначала в сборник «Союз-22» вошла его пародийная обработка песни Кая Метова «Так нельзя», а затем был выпущен целый альбом музыкальных пародий, озаглавленный как «Вставь — не вынешь!!! Народный суперхит». Альбом анонсировался как альбом молодого певца, уроженца Белгородской области.

## Личная жизнь
Первая жена Николая Ишувича, балерина Раиса Тамразова, умерла от онкологического заболевания. От этого брака у него осталось две дочери — Марина и Татьяна. Сейчас живёт со своей второй женой, актрисой Москонцерта Ниной Волжиной, с которой они познакомились на работе.

## Фильмография
- 1985 — Мужчины и все остальные — сосед (новелла «Хечо»)
- 2001 — Сыщики-1 — «Старуха» (фильм № 8 «Иерихонские трубы»)
- 2006 — Жара — гармонист в электричке
- 2006 — 9 месяцев — чиновник
- 2010 — Аманда О — Петрович
- 2010 — Без мужчин
- 2013 — Последний из Магикян — Моисей Соломонович
- 2016 — Пушкин — «Старший»

## Дискография
- 1998 — «Вставь — не вынешь!!! Народный суперхит»